# 莱萨布隆站

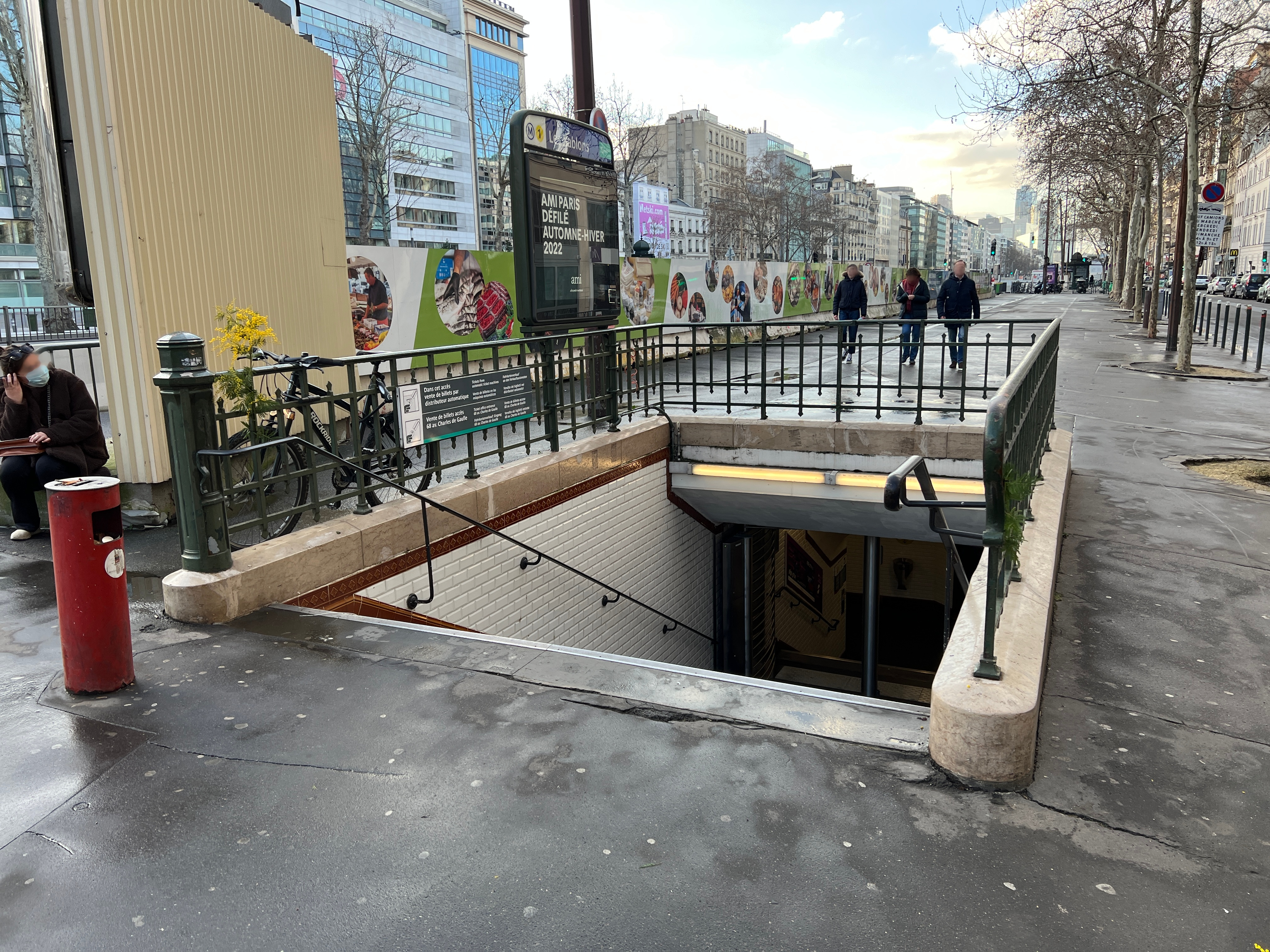
另一處入口 (2022年1月)

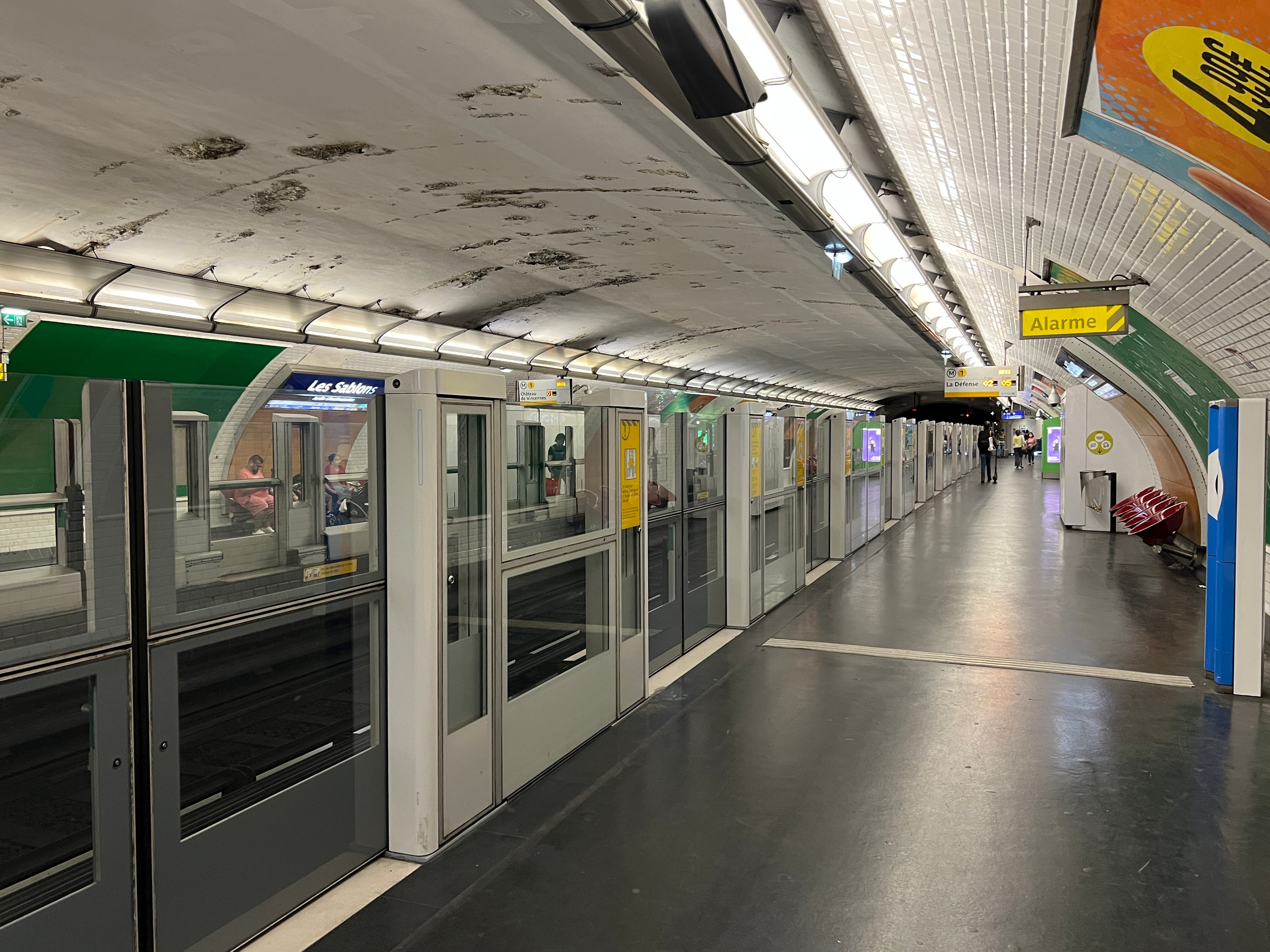
月台 (2022年7月)

莱萨布隆站（法語：Les Sablons）是法国巴黎地铁1号线的一个车站，位于塞纳河畔讷伊，于1937年4月29日启用。车站得名于附近的萨布隆大道。

## 車站結構
| 街道    |                                  |                                  |
| B1      | 月台連結夾層                     |                                  |
| B2 月台 | 設有月台幕門的側式月台，右側開門 | 設有月台幕門的側式月台，右側開門 |
| B2 月台 | 西行                             | 往拉德芳斯（訥伊橋）             |
| B2 月台 | 東行                             | 往文森城堡（馬約門）             |
| B2 月台 | 設有月台幕門的側式月台，右側開門 |                                  |